# Parco Sempione
Le Parco Sempione est un espace vert d'une superficie de 386 000 m2 situé à Milan près du château des Sforza. Construit à la fin du XIXe siècle, le parc est complètement enclos et vidéosurveillé. Son nom dérive du Corso Sempione (cours Simplon), l'une des voies les plus importantes de Milan, percée sous le régime napoléonien.

## Histoire
Le parco Sempione se trouve à la place de l'ancien parc ducal Visconti, situé près du château Sforzesco. Il est agrandi et clôturé par la famille Sforza jusqu'à mesurer plus de 3 millions de mètres carrés (300 hectares). Le parc était un bois composé principalement de chênes et de châtaigniers et peuplé par des animaux exotiques introduits par l'homme.
Avec la chute des Sforza et la domination espagnole, le parc est abandonné. En 1861, il est en partie utilisé à des fins agricoles, et la zone sert de lieu de parade aux soldats stationnés près du Castello Sforzesco. Le château est utilisé comme caserne, ce qui conduit à une détérioration conséquente des structures.
À l'époque napoléonienne, l'architecte Giovanni Antonio Antolini projette la construction d'un grand ensemble immobilier autour du château, baptisé « Foro Buonaparte » en l'honneur de Napoléon  ; le projet n'est jamais réalisé, et le terrain de parade est transformé en une grande pelouse, décorée au nord-est par l'Arena, et au nord-ouest par l'Arco della Pace, point de départ du Corso Sempione.
Après l'unification de l'Italie, l'utilisation militaire de la zone cesse. Au même moment, la population milanaise augmente considérablement, ce qui rend nécessaire la construction de nouveaux quartiers. Une société immobilière propose de morceler la zone du château (qui devait être démoli) et le terrain de parade, mais la proposition provoque de vives protestations de la part des citoyens, ce qui conduit à la rédaction du premier plan réglementaire de la ville, élaboré par l'ingénieur Cesare Beruto (le Plan Beruto). Ce plan, qui présente initialement les objectifs de construction sur la zone, est modifié à plusieurs reprises. Un consensus aboutit à la transformation du terrain de parade en jardin public. Pour le château, une restauration est prévue à des fins culturelles.
Le parc actuel est construit entre 1888 et 1894, d'après le projet de l'architecte Emilio Alemagna, qui comprend des avenues pouvant être parcourues en calèches, un étang et un belvédère, où se trouve la Bibliothèque du Parco Sempione. La pelouse a été conçue d'après le modèle des parcs anglais.

## Dans le parc
- Palazzo dell'Arte, où se déroule la Triennale de Milan
- Arena Civica
- Aquarium municipal de Milan
- La Tour Branca (réalisé en 1923 par Gio Ponti)
- Bibliothèque du parc Sempione
- Statue équestre de Napoléon III
- Accumulazione musicale (sculpture réalisée par Armand Fernandez)
- Les Bagni misteriosi  (sculptures réalisées par Giorgio De Chirico)
- Storia della terra (sculpture réalisée par Antonio Paradiso)
- Le Pont des sirènettes
- Quatre terrains pour les chiens
- Un terrain de basket-ball
- Un vaste terrain de jeux
- Deux bars et six kiosques

En 1936, 1937 et 1946, la parc a accueilli le Grand Prix automobile de Milan sur un tracé temporaire, ainsi que le Grand Prix d'Italie 1947.

## Sources
- (it) Cet article est partiellement ou en totalité issu de l’article de Wikipédia en italien intitulé « Parco Sempione » (voir la liste des auteurs).